# Boris Jesih (slikar)
Boris Jesih, slovenski slikar in grafik, * 8. avgust 1943, Škofja Loka, † februar 2024.

## Življenje in delo
Jesih je 1966 diplomiral na Akademiji za likovno umetnost v Ljubljani in 1969 končal specializacijo pri prof. M. Sedeju, od 1973 pa se je izpopolnjeval v grafiki v Berlinu.
Od leta 1987 je poučeval grafiko, risanje in slikanje na ljubljanski Pedagoški fakulteti.